# Distretto di Bouandas
Il distretto di Bouandas è un distretto della provincia di Sétif, in Algeria.

## Comuni
Il distretto di Bouandas comprende 4 comuni:
- Bouandas
- Aït Naoual Mezada
- Aït Tizi
- Bousselam